# Saint-Pierre-de-Vassols
Saint-Pierre-de-Vassols est une commune française située dans le département de Vaucluse, en région Provence-Alpes-Côte d'Azur.
Ses habitants sont les Vassoliens et les Vassoliennes.

## Géographie

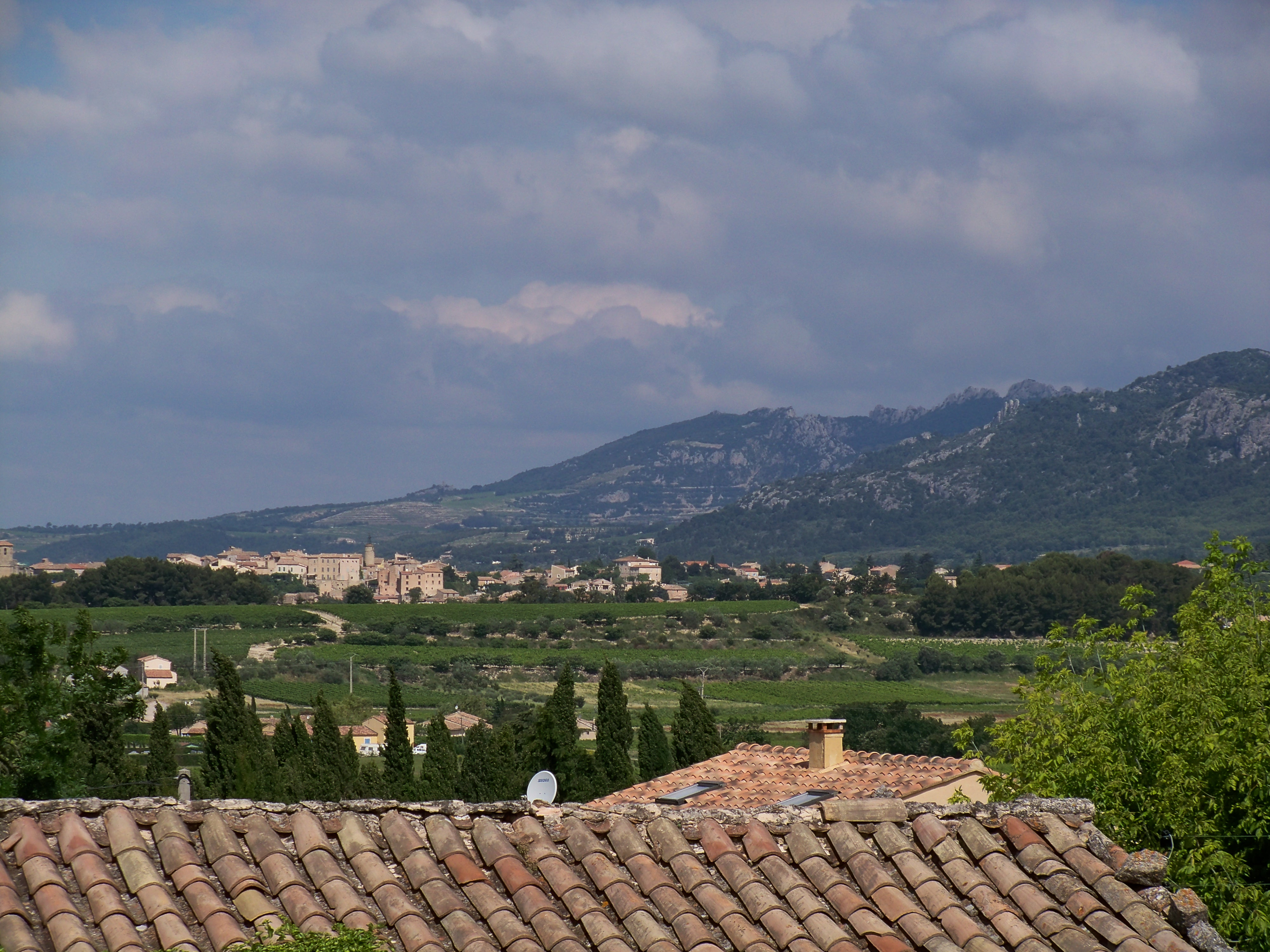
Vue sur Caromb et les Dentelles de Montmirail.

La commune est située à neuf kilomètres au nord-est de Carpentras et est entourée de petits villages comme Bédoin, Caromb, Mormoiron. À 20 kilomètres se trouve le mont Ventoux connu pour sa célèbre étape du Tour de France.
La Place Constant Gustave constitue le centre du village. Constant Gustave fut maire durant une vingtaine d'années dans les années 1970. De la place, on aperçoit au loin les Dentelles de Montmirail.
L'autoroute le plus proche est l'autoroute A7 et la gare TGV celle d'Avignon.
| Modène |                         | Crillon-le-Brave |
| Modène | Saint-Pierre-de-Vassols | Bédoin           |
| Modène | Mazan                   | Mormoiron        |

### Relief
La commune est relativement plate dans la partie au sud du bourg et connait un relief plus important dans sa partie au nord, en direction du mont Ventoux.

### Sismicité
Les cantons de Bonnieux, Apt, Cadenet, Cavaillon, et Pertuis sont classés en zone Ib (risque faible). Tous les autres cantons du département de Vaucluse, dont celui de Mormoiron auquel appartient la commune, sont classés en zone Ia (risque très faible). Ce zonage correspond à une sismicité ne se traduisant qu'exceptionnellement par la destruction de bâtiments.

### Hydrographie
La commune est arrosée par la Mède.

### Climat
Pour des articles plus généraux, voir Climat de Provence-Alpes-Côte d'Azur et Climat de Vaucluse.
En 2010, le climat de la commune est de type climat méditerranéen franc, selon une étude du Centre national de la recherche scientifique s'appuyant sur une série de données couvrant la période 1971-2000. En 2020, Météo-France publie une typologie des climats de la France métropolitaine dans laquelle la commune est dans une zone de transition entre le climat de montagne et le climat méditerranéen et est dans la région climatique  Provence, Languedoc-Roussillon, caractérisée par une pluviométrie faible en été, un très bon ensoleillement (2 600 h/an), un été chaud (21,5 °C), un air très sec en été, sec en toutes saisons, des vents forts (fréquence de 40 à 50 % de vents > 5 m/s) et peu de brouillards.
Pour la période 1971-2000, la température annuelle moyenne est de 13,4 °C, avec une amplitude thermique annuelle de 17,2 °C. Le cumul annuel moyen de précipitations est de 715 mm, avec 5,9 jours de précipitations en janvier et 3,1 jours en juillet. Pour la période 1991-2020, la température moyenne annuelle observée sur la station météorologique de Météo-France la plus proche, « Beaumont-Mt Serein », sur la commune de Beaumont-du-Ventoux à 9 km à vol d'oiseau, est de 7,0 °C et le cumul annuel moyen de précipitations est de 1 317,0 mm. 
La température maximale relevée sur cette station est de 33,4 °C, atteinte le 28 juin 2019 ; la température minimale est de −18 °C, atteinte le 5 février 2012,,.
Les paramètres climatiques de la commune ont été estimés pour le milieu du siècle (2041-2070) selon différents scénarios d'émission de gaz à effet de serre à partir des nouvelles projections climatiques de référence DRIAS-2020. Ils sont consultables sur un site dédié publié par Météo-France en novembre 2022.

#### Le mistral
Dans cette commune qui produit des Ventoux (AOC), aucun vigneron ne se plaint du mistral, même violent, car celui-ci a des avantages bénéfiques pour le vignoble. Appelé le « mango-fango », le mangeur de boue, il élimine toute humidité superflue après les orages, dégage le ciel et lui donne sa luminosité, préserve les vignes de nombre de maladies cryptogamiques et les débarrasse d'insectes parasites.

## Urbanisme

### Typologie
Au 1er janvier 2024, Saint-Pierre-de-Vassols est catégorisée commune rurale à habitat dispersé, selon la nouvelle grille communale de densité à sept niveaux définie par l'Insee en 2022.
Elle est située hors unité urbaine. Par ailleurs la commune fait partie de l'aire d'attraction de Carpentras, dont elle est une commune de la couronne,. Cette aire, qui regroupe 21 communes, est catégorisée dans les aires de 50 000 à moins de 200 000 habitants,.

### Occupation des sols
L'occupation des sols de la commune, telle qu'elle ressort de la base de données européenne d’occupation biophysique des sols Corine Land Cover (CLC), est marquée par l'importance des territoires agricoles (87,8 % en 2018), en diminution par rapport à 1990 (95 %). La répartition détaillée en 2018 est la suivante : 
cultures permanentes (66,8 %), zones agricoles hétérogènes (21 %), zones urbanisées (7,3 %), forêts (5 %). L'évolution de l’occupation des sols de la commune et de ses infrastructures peut être observée sur les différentes représentations cartographiques du territoire : la carte de Cassini (XVIIIe siècle), la carte d'état-major (1820-1866) et les cartes ou photos aériennes de l'IGN pour la période actuelle (1950 à aujourd'hui).

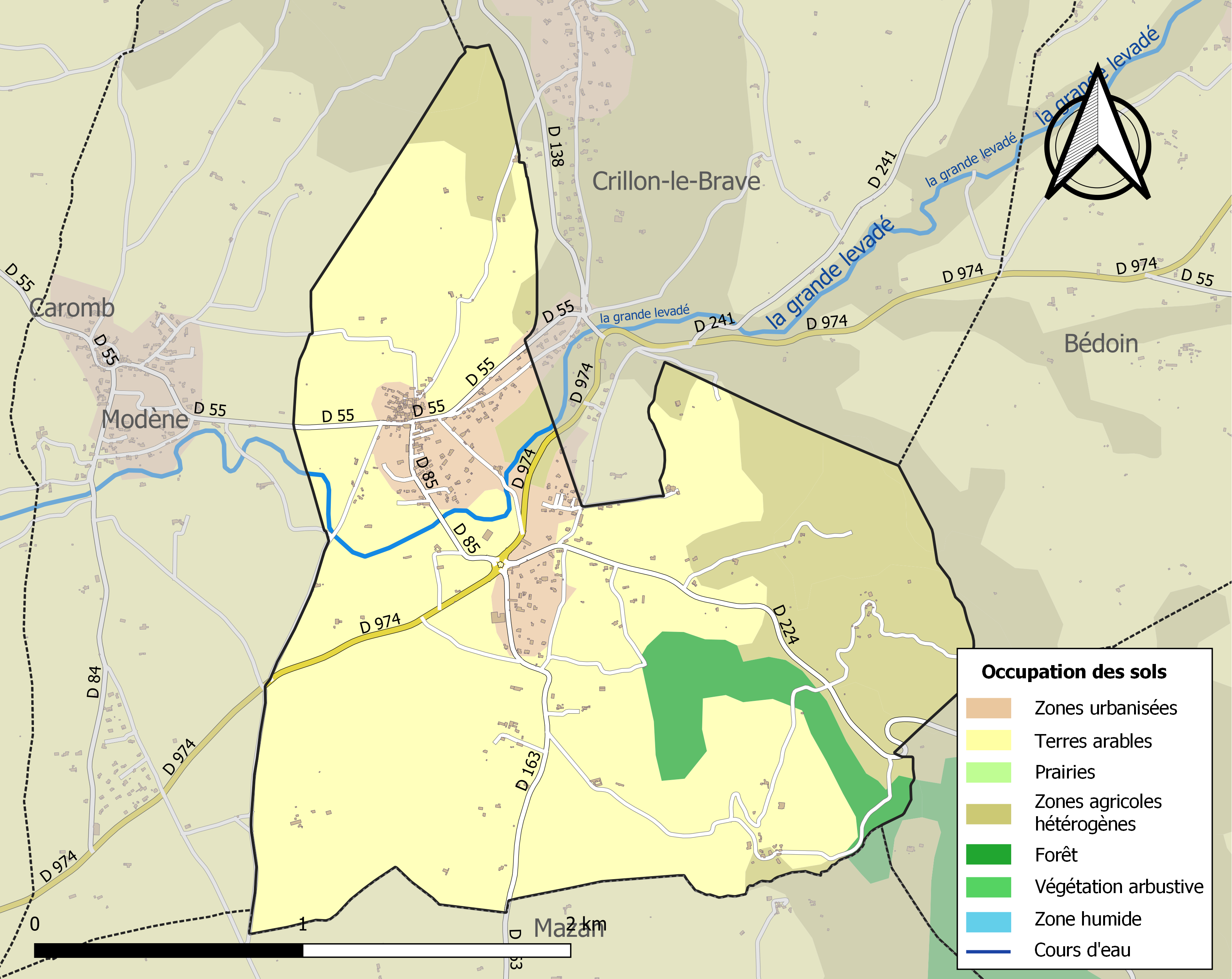
Carte des infrastructures et de l'occupation des sols de la commune en 2018 (CLC).

## Histoire

### Préhistoire et Antiquité
Des restes d'une occupation à l'époque du néolithique ont été retrouvés au lieu-dit « La Font de Gamate ». Au cours du siècle dernier, des labours ont mis au jour une idole gauloise, rare exemple de sculpture celte ainsi que de nombreuses tegulæ romaines, improprement appelées « tuiles sarrasines ».

### Moyen Âge
La première citation du village est attestée en 948. Il est alors dénommé « S. Pétris de Vazolis ». Puis c'est en 982, qu'Ayrard, évêque de Carpentras, avalisa le don de terres et de vignes sises à la Villa de Vazolis, fait par Langerius et son épouse Walburge à l'abbaye de Montmajour.
Quatre siècles plus tard, le 12 avril 1320, ce fief fut rendu par Jean XXII, à Othon de Foix, évêque de Carpentras, en compensation de la suppression de ses attributions temporelles dans le Comtat Venaissin.

### Renaissance
Au cours du XVe siècle, ce fief devint celui des Balbe de Crillon et Francois, le père du « Brave Crillon », en rendit hommage. En 1616, le vice-légat d'Avignon, Cosme Bardi, voulut l'attribuer à Jean-Baptiste Tondutti. Ce dernier versa 1 500 écus d'or, mais la vente fut cassée.

### Période moderne
Ce village resta donc uni à celui de Crillon jusqu'à la Révolution. Le 12 août 1793 fut créé le département de Vaucluse, constitué des districts d'Avignon et de Carpentras, mais aussi de ceux d'Apt et d'Orange, qui appartenaient aux Bouches-du-Rhône, ainsi que du canton de Sault, qui appartenait aux Basses-Alpes.

### Période contemporaine
En 1900, pour la première fois apparait l’appellation côtes-du-ventoux. C'est à partir de 1939, que les vignerons du secteur constituent un syndicat des vins du Ventoux. Grâce à leur action, leurs vins sont classés en vin délimité de qualité supérieure (VDQS) dès 1953, puis accèdent enfin à l’AOC le 27 juillet 1973.

### Héraldique
| Saint-Pierre-de-Vassols | Les armes peuvent se blasonner ainsi : De gueules au coq perché sur une clef posée en fasce, le tout d'or. |

## Politique et administration
| Période                                  | Période  | Identité          | Étiquette | Qualité |
| ---------------------------------------- | -------- | ----------------- | --------- | ------- |
| 1991                                     | 2014     | Bernard Gaudibert |           |         |
| 2014                                     | 2020     | Ghislain Gricourt |           |         |
| 2020                                     | En cours | Sandrine Raymond  |           |         |
| Les données manquantes sont à compléter. |          |                   |           |         |

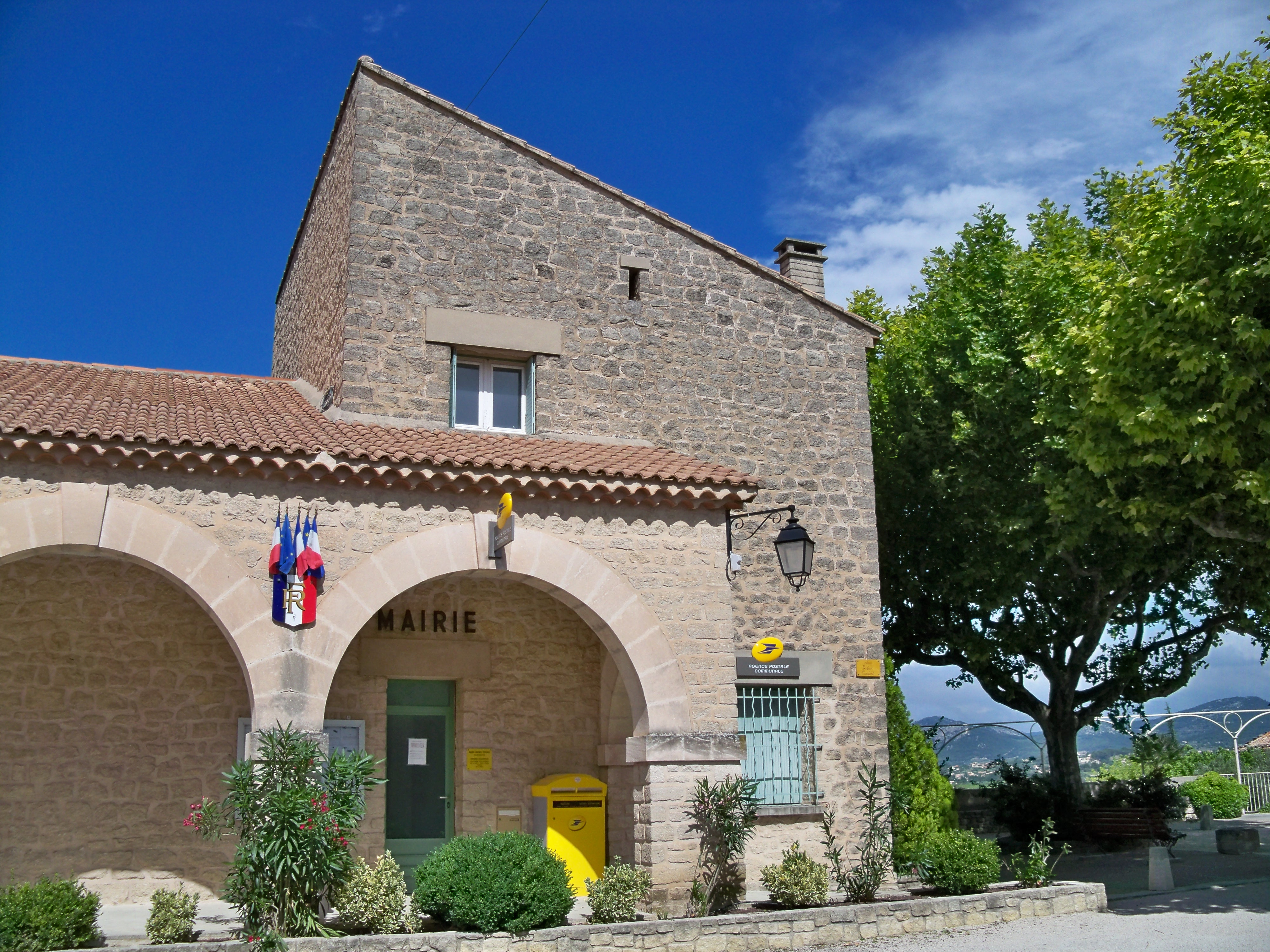
Mairie de Saint-Pierre-de-Vassols.

La commune qui était du comtat Venaissin dans les états pontificaux en 1789, est passée dans le département de la Drôme en 1792, puis dans celui de Vaucluse en 1793 sous le nom de Pierre de Vassols, dans le district de Carpentras et le canton de Mazan. En 1801, elle devient Saint-Pierre-de-Vassols dans le canton de Mourmoiron ou Mormoiron.

### Démographie
L'évolution du nombre d'habitants est connue à travers les recensements de la population effectués dans la commune depuis 1793. Pour les communes de moins de 10 000 habitants, une enquête de recensement portant sur toute la population est réalisée tous les cinq ans, les populations de référence des années intermédiaires étant quant à elles estimées par interpolation ou extrapolation. Pour la commune, le premier recensement exhaustif entrant dans le cadre du nouveau dispositif a été réalisé en 2005.

En 2022, la commune comptait 504 habitants, en évolution de −3,26 % par rapport à 2016 (Vaucluse : +1,73 %, France hors Mayotte : +2,11 %).
| 1793 | 1800 | 1806 | 1821 | 1831 | 1836 | 1841 | 1846 | 1851 |
| ---- | ---- | ---- | ---- | ---- | ---- | ---- | ---- | ---- |
| 252  | 262  | 257  | 332  | 355  | 405  | 461  | 490  | 473  |

| 1856 | 1861 | 1866 | 1872 | 1876 | 1881 | 1886 | 1891 | 1896 |
| ---- | ---- | ---- | ---- | ---- | ---- | ---- | ---- | ---- |
| 448  | 460  | 422  | 438  | 390  | 352  | 360  | 354  | 333  |

| 1901 | 1906 | 1911 | 1921 | 1926 | 1931 | 1936 | 1946 | 1954 |
| ---- | ---- | ---- | ---- | ---- | ---- | ---- | ---- | ---- |
| 350  | 367  | 324  | 291  | 322  | 309  | 270  | 244  | 285  |

| 1962 | 1968 | 1975 | 1982 | 1990 | 1999 | 2005 | 2006 | 2010 |
| ---- | ---- | ---- | ---- | ---- | ---- | ---- | ---- | ---- |
| 296  | 301  | 281  | 305  | 407  | 433  | 459  | 467  | 493  |

| 2015 | 2020 | 2022 | - | - | - | - | - | - |
| ---- | ---- | ---- | - | - | - | - | - | - |
| 518  | 501  | 504  | - | - | - | - | - | - |

## Économie

### Agriculture
Les nombreuses vignes constituent la plus grande ressource économique de la zone et donnent naissance au vin AOC ventoux (anciennement Côtes du Ventoux).

Saint-Pierre-de-Vassols, une des communes du piémont du mont Ventoux.

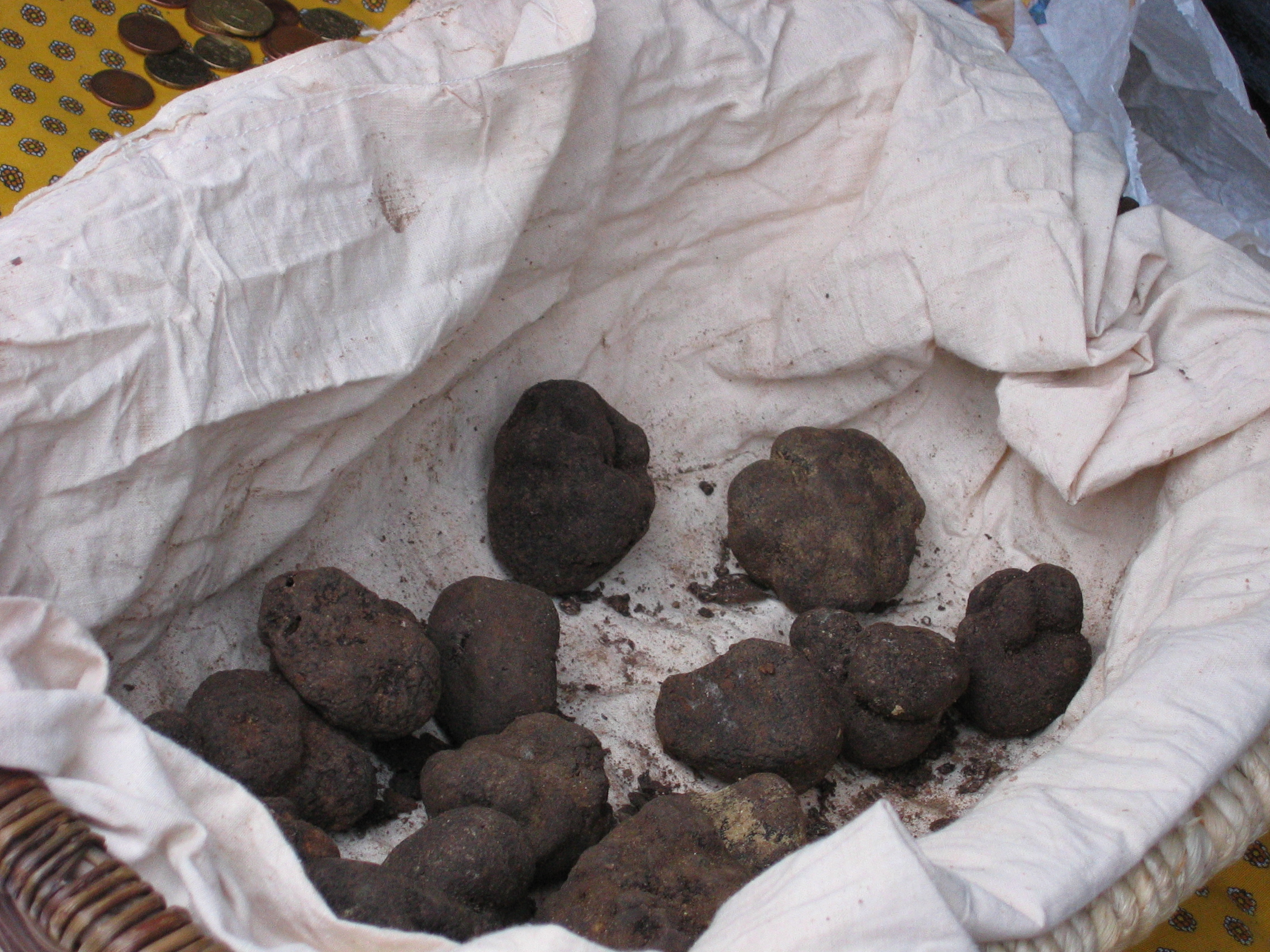
Panier de truffes du Nord-Vaucluse, dites truffes du Périgord.

Fleuron de la gastronomie française, la truffe est une spécialité provençale, puisque la région produit 80 % des truffes en France. Le Vaucluse, autour du piémont du mont Ventoux est, avec la Drôme provençale, le premier producteur de Tuber melanosporum. Son marché reste hors normes, car c'est la seule production à échapper aux inspecteurs de l'administration fiscale, aucune transaction n'étant réglée par chèque. L'approche des fêtes de fin d'année fait exploser les prix. Mais les meilleures truffes sont celles du mois de janvier, période où elles sont à pleine maturité. En saison, ce sont les marchés de Carpentras et de Richerenches, les plus importants de la région, qui fixent les cours. Les rabassiers (trufficulteurs) affirment, pour justifier les prix, que le « diamant noir » naît entre les pluies des deux Vierges. Ces précipitations doivent être abondantes entre l'Assomption (15 août) et la Nativité de Notre-Dame (8 septembre). C'est loin d'être faux puisque les spécialistes ont vérifié qu'une bonne année dépend à la fois d'un fort ensoleillement estival suivi de pluies entre la mi-août et la mi-septembre.
La truffe se récolte jusqu'à 1 000 mètres d'altitude. Préférant les terrains calcaires, elle se développe toujours en symbiose avec le chêne blanc ou vert, le frêne et le charme. Il est affirmé que les plus fines poussent à l'ombre du tilleul. Les trufficulteurs organisent chaque année des week-ends permettant de découvrir la rabasse in-situ sur les communes de Visan, Bonnieux, Monieux, Orange et Saint-Pierre-de-Vassols.

### Tourisme
La plaine du comtat bénéficie de l'attrait touristique qu'engendre l'histoire de ses villages, le Mont Ventoux qui la domine au sud de son relief particulier, la richesse de ses sols et le résultat de son agriculture (œnotourisme en plein développement) et bien sûr son ensoleillement.
La commune permet de faire des randonnées pédestres et en VTT.

## Vie locale
Au mois de juillet, on y célèbre une fête traditionnelle en costume accompagnée de différentes manifestations.

### Santé
Les spécialistes, hôpitaux et cliniques se trouvent sur Carpentras.

### Sports
La commune permet de faire des randonnées pédestres et en VTT.

### Enseignement
La commune possède une école intercommunale qui regroupe les communes de Saint-Pierre-de-Vassols, Modène et Crillon-le-Brave. Les collèges et lycées (classique ou d'enseignement professionnel) se trouvent sur Mazan et Carpentras.

### Transports urbains
Le service des cars est assuré par la COVE avec passage matin et soir.

### Écologie et recyclage
La collecte et traitement des déchets des ménages et déchets assimilés et protection et mise en valeur de l'environnement se fait dans le cadre de la communauté d'agglomération Ventoux-Comtat Venaissin.

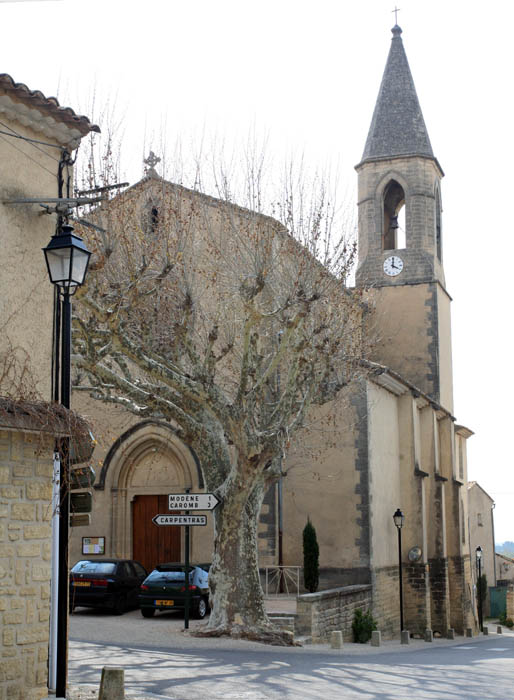

## Lieux et monuments
- Église Saint-Pierre, sur la place, avec des fresques réalisées par Bartaban, un peintre local.

## Personnalités liées à la commune
Louis de Balbes de Berton dit le "Brave Crillon", seigneur du lieu et homme de guerre français, que Henri IV appela le meilleur Capitaine du monde.
Blaise François Pagan, né en 1603 à Saint-Pierre-de-Vassols, ingénieur militaire au service de Louis XIII et Louis XIV, dont les théories ont inspiré Sébastien Le Prestre de Vauban.